# كاتلين بورلاكو
كاتلين بورلاكو (بالرومانية: Cătălin Burlacu)‏ مواليد 3 يوليو 1977 في ياش، هو لاعب كرة سلة روماني. بدأ مسيرته الاحترافية في سنة 2000. يحمل الرقم 10. يبلغ طوله 6 قدم 11 بوصة (2.1 م).

## المسيرة الاحترافية
لعب مع سي إس يو بلويشت من سنة 2004 إلى 2006، ثم لعب مع إس إس فليتشي سكاندون في الدوري الإيطالي في موسم 2007–2008، ثم لعب مع سي إس يو بلويشت من سنة 2008 إلى 2015.

## روابط خارجية
- كاتلين بورلاكو على موقع الاتحاد الدولي لكرة السلة (الإنجليزية)
- كاتلين بورلاكو على موقع كرة السلة الأوروبية.كوم (الإنجليزية)
- كاتلين بورلاكو على موقع ريلجم (الإنجليزية)
- كاتلين بورلاكو على موقع بروبوليرز (الإنجليزية)